# Steven Runciman

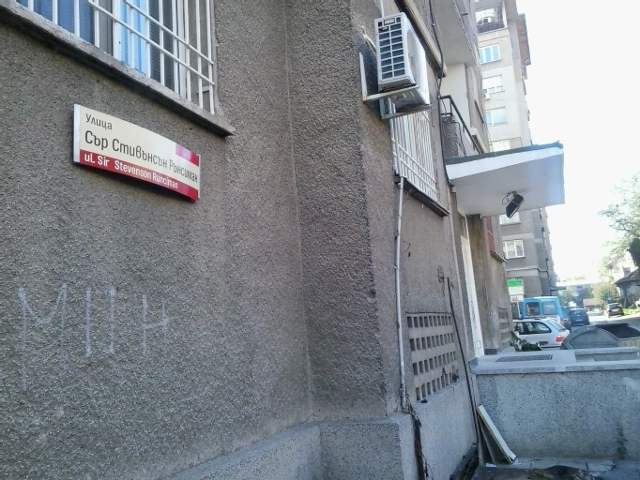
Sir Steven Runcimanstraat in Sofia

James Cochran Stevenson Runciman (Northumberland, 7 juli 1903 – Radway in Warwickshire, 1 november 2000) was een Brits historicus, die vooral bekendheid verwierf met zijn beschrijvingen van de middeleeuwen. 
Zijn ouders waren actief binnen de Liberal Party en het Engelse parlement; zijn grootvader was een grootgrondbezitter en bekend als Lord Runciman. Steven werd op jonge leeftijd naar Eton College gestuurd en was waarschijnlijk een klasgenoot van George Orwell, met wie hij bevriend raakte. In 1921 begon hij aan zijn studie geschiedkunde aan het Trinity College in Cambridge. In 1927 deed hij met een medestudent onderzoek naar de geschiedenis van het Byzantijnse Rijk. Datzelfde jaar overleed zijn grootvader die hem een erfenis achterliet, waardoor hij zijn onderzoeken kon verscherpen. 
Tussen 1942 en 1945 was hij professor in de Byzantijnse kunst en geschiedenis aan de Universiteit van Istanboel, waar hij in zijn vrije tijd onderzoek deed naar de kruistochten. Uit het onderzoek kwam een driedelige bundel, genaamd A History of the Crusades (1951-1954), wat zijn bekendste werk zou worden. Deze geschiedenis van de kruistochten geldt binnen de mediëvistiekals als een werk dat verschillende misvattingen over de kruistochten gevestigd of versterkt heeft. Runciman nam zonder kritiek het superioriteitscomplex in Byzantijnse en islamitische bronnen over en zag de kruistochten als inval van minderwaardige horden in vredige hogere beschavingen, "een lange daad van intolerantie in de naam van God, een zonde tegen de Heilige Geest". Hij stelde dat economische motieven de "ware" drijfveer waren achter de kruisvaarten. Ook verspreidde hij de mythe dat de meeste kruisvaarders jongere adellijke zonen zonder aanspraak op noemenswaardige lenen of ridders zonder eigendom waren, avonturiers die zo bezit probeerden te verwerven op slinkse wijze. De moderne kritische geschiedschrijving verwerpt al deze visies.

## Publicaties
- The Emperor Romanus Lecapenus and His Reign (1929)
- The First Bulgarian Empire (1930)
- Byzantine Civilization (1933)
- The Medieval Manichee : A Study of the Christian Dualist Heresy (1947)
- A History of the Crusades: Volume 1, The First Crusade and the Foundation of the Kingdom of Jerusalem (Cambridge University Press 1951) (Folio Society edition 1994)
- A History of the Crusades: Volume 2, The Kingdom of Jerusalem and the Frankish East (Cambridge University Press 1952) (Folio Society edition 1994)
- A History of the Crusades: Volume 3, The Kingdom of Acre and the Later Crusades (Cambridge University Press 1954) (Folio Society edition 1994)
- The Eastern Schism: A Study of the Papacy and the Eastern Churches in XIth and XIIth Centuries (1953)
- The Sicilian Vespers: A History of the Mediterranean World in the Later Thirteenth Century (1958)
- The White Rajahs (1960)
- The Fall of Constantinople 1453 (1965); Nederlands, De val van Constantinopel. Haarlem, 1979
- The Great Church in Captivity (1968)
- The Last Byzantine Renaissance (1970)
- The Orthodox Churches and the Secular State (1972)
- Byzantine Style and Civilization (1975)
- The Byzantine Theocracy (1977)
- Mistra (1980)
- Patriarch Jeremias II and the Patriarchate of Moscow (1985)
- A Traveller's Alphabet.Partial Memoirs. (1991)

## Voetnoten
1. ↑  Thomas Madden, Crusaders and Historians, 2005
2. ↑  Thomas Madden, Fighting the Good Fight, 2006

- Bibsys: 90091806
- Biblioteca Nacional de España: XX985887
- Bibliothèque nationale de France: cb12176279b (data)
- CiNii: DA01102538
- Gemeinsame Normdatei: 122925777
- International Standard Name Identifier: 0000 0000 8173 6976
- Library of Congress Control Number: n50022103
- MusicBrainz: a8ba3df3-54dc-44e1-948b-b0d8d9604fc1
- Bibliotheek van het Japanse parlement: 00454961
- Nationale Bibliotheek van Tsjechië: jn19990007248
- Nationale bibliotheek van Australië: 36531945
- Nationale Bibliotheek van Israël: 987007304970005171
- Nationale Bibliotheek van Polen: a0000002993986
- Nationale en Universitaire bibliotheek Zagreb: 000371140
- Nederlandse Thesaurus van Auteursnamen: 073665673
- Réseau des bibliothèques de Suisse occidentale: 02-A003771014
- Istituto Centrale per il Catalogo Unico: CFIV090978
- LIBRIS: 321262
- SNAC: w6156z89
- Système universitaire de documentation: 030323886
- Trove: 367484
- Virtual International Authority File: 108756701
- WorldCat: E39PBJhmPtMbg3yqwH9vBHC4v3